# Robert Porcher
Pour les articles homonymes, voir Porcher.
Robert Porcher (né le 24 avril 1928 à Eclose (Isère), décédé le 20 juin 2011 à Bourgoin-Jallieu (Isère)), était un industriel français, gérant du groupe Porcher Industries, fils de Rémy Porcher.

## Biographie

### Scolarité et études
Robert Porcher commence ses études à l'école libre du Rosaire (Eclose), il obtient son certificat d'études à l'âge de 12 ans, il poursuit ensuite ses études à l'école Ozanam (Lyon).
Robert Porcher est licencié en droit.

### Fonction locale
1983 - 1995 : maire de Badinières

### Décorations officielles
Chevalier de la Légion d'Honneur remise par Raymond Barre en 1981

### Publications
De la ferme à la planète, Editions Du Papyrus, Préfacé par Yvon Gattaz,  (ISBN 978-2-87603-195-1)